# Basil Liddell Hart
Basil Henry Liddell Hart (París, el 31 de octubre de 1895 - Marlow (Gran Bretaña) - el 29 de enero de 1970) fue un historiador militar, escritor y periodista británico.
Destacó igualmente por sus aportaciones en el campo teórico del uso militar en la guerra del carro de combate (Guerra acorazada) en los años 20 y 30, cuando el Arma Blindada era todavía una novedad en los campos de batalla. Sus estudios estuvieron en la base de las elaboraciones por parte de la Reichswehr y la Wehrmacht de la doctrina de la blitzkrieg que permitió al Tercer Reich alcanzar la superioridad durante las primeras fases de la Segunda Guerra Mundial en Europa.

## Primeros años
El futuro sir Basil Henry Liddell Hart nació con el nombre de Basil Henry Hart el 31 de octubre de 1895 en la ciudad francesa de París, siendo hijo de padres británicos, según algunas fuentes al parecer de origen judío (aunque su padre era ministro metodista). No utilizó su apellido Liddell, el apellido de soltera de su madre, hasta 1921.
Efectuó sus primeros estudios en la Saint-Paul's School de Londres, para pasar posteriormente a realizar estudios universitarios en el Corpus Christi College de la Universidad de Oxford.

## Historial militar
En tiempos de paz previos al estallido de la Primera Guerra Mundial, el joven Basil Henry Hart había ingresado como oficial en un Regimiento británico de Infantería, el King's Own Yorkshire Light Infantry.
En 1914, a inicios de la guerra, fue enviado con la Fuerza Expedicionaria Británica a los campos de batalla de Francia, en el Frente Occidental. Pudo así presenciar desde el primer momento la guerra de trincheras, resultando herido en combate. Durante la batalla del Somme su unidad fue atacada con gases por los alemanes, siendo posteriormente condecorado por su valentía en el combate.
En 1916 se le destinó al Royal Tank Corps, que agrupaba a los carros de combate británicos, el incipiente Arma Blindada del Ejército británico, decisión que tuvo notable influencia en su carrera posterior ya que, habiendo sido testigo directo de los primeros balbuceos de la Guerra acorazada acabaría por convertirse en un experto.

## Escritor e historiador
Acabada la guerra, Basil Henry Hart decidió seguir en el Ejército, llegando a alcanzar el grado de capitán.
Durante este período, colaboró en 1920 en la redacción de un Manual de mando para oficiales de Infantería, que fue adoptado oficialmente por el Ejército británico.
Durante 1921 y 1922 padeció de sendos infartos cardíacos, que se atribuyeron a consecuencias del ataque de gas que había sufrido años atrás durante la guerra. Debido a dichos ataques, en 1923 fue rebajado de servicio y sueldo, pasando a trabajar en el Ejército tan sólo a media jornada.
En 1927, Basil Henry Liddell Hart (pues desde 1921 había añadido a su nombre el apellido materno, Liddell), optó por retirarse del Ejército, pasando a la vida civil. Contaba con dedicarse a la carrera de escritor y periodista, dedicándose a elaborar crónicas sobre asuntos militares y sobre el deporte del tenis, otro de sus campos de interés.
Trabajó así como corresponsal en estas materias entre 1925 y 1935 para el diario Daily Telegraph, pasando en esa fecha y hasta 1939 a prestar sus servicios en el diario Times.
Tuvo algunas fricciones en este período con los militares, debido a que en la vida civil seguía haciendo uso de su rango militar de capitán. Recibió de algunos de sus antiguos compañeros de armas el apodo de bolchevique militar porque sus teorías iban en contra del uso del caballo como arma de guerra y también de alguna de las teorías de Carl von Clausewitz.
Por estas fechas inició una serie de estudios biográficos de diversos militares a los que consideraba como grandes estrategas, aprovechando dichas biografías para poner de manifiesto lo que él pensaba eran los principios esenciales de un buen estratega. Así, biografió a personalidades tan diferentes y de épocas tan diversas como Escipión el Africano, William Tecumseh Sherman, Thomas Edward Lawrence, Sun Tzu, Napoleón I o Belisario.

## Teórico militar
También inició estudios tendentes a superar las estrategias que se habían desplegado en los campos de batalla de la Primera Guerra Mundial, que habían dado lugar a tremendas carnicerías, de las que él mismo había sido testigo directo en calidad de protagonista. En especial, comenzó a desarrollar teorías sobre la Guerra acorazada, mediante el uso del carro de combate para lograr la ruptura del frente enemigo, envolviendo sus posiciones si era necesario, lo que pensaba que era preferible a un mortífero asalto frontal de las líneas enemigas. Exponía además el hecho de que dicho envolvimiento podría permitir también romper las líneas de aprovisionamiento enemigas, contribuyendo así a debilitar su resistencia.
Suya fue asimismo la construcción teórica de la idea de la defensa elástica, según la cual era preferible el establecimiento de posiciones defensivas en profundidad, precisamente para contrarrestar la posible penetración en la retaguardia propia de los carros de combate enemigos o de columnas motorizadas. La existencia de puntos fuertes de apoyo, que permitiesen absorber el impacto del asalto enemigo, canalizarlo hacia lugares concretos y finalmente bloquearlo, era el desarrollo último de esta idea. Quienes mejor demostraron el uso práctico en combate de estas teorías fue el general Erwin Rommel durante su Campaña en África del Norte con el Afrika Korps y el alto mando de la STAVKA durante la batalla de Kursk.
Sus teorías suponían en realidad una modernización y puesta al día, mediante el uso de las modernas máquinas de guerra que había traído consigo la Revolución industrial de los siglos XIX y XX, de las ideas expuestas por el teórico prusiano Carl von Clausewitz en su obra De la Guerra ya a principios del siglo XIX, y que se hallaban en la base de toda la ciencia militar posterior.
Estas teorías de Basil Henry Liddell Hart no fueron apreciadas en su momento por el Ejército británico, de naturaleza estratégica muy conservadora y que no había sido renovado en su cúpula dirigente desde la Primera Guerra Mundial, pero fueron atentamente analizadas por la Reichswehr, el ejército de la República de Weimar alemana, que sí había renovado totalmente sus mandos dirigentes desde finales de la guerra anterior. Tomando como base las ideas de Liddell Hart, en Alemania se elaboró la doctrina de la blitzkrieg que tan bien iba a servir a la Wehrmacht y a la Alemania nazi en los primeros compases de la Segunda Guerra Mundial, que ya estaba a punto de desencadenarse.

## Segunda Guerra Mundial
En los inicios de la Segunda Guerra Mundial, Winston Churchill, consciente de que el Ejército británico requería una modernización y puesta al día, llamó a diversas personalidades relevantes en el campo de los estudios teóricos para que colaborasen en dicha labor, encontrándose entre ellos B. H. Liddell Hart.
Curiosamente, la primera manifestación real en los campos de batalla de las ideas de B. H. Liddell Hart no fue efectuada por el Ejército británico o por su aliado el Ejército francés, sino que lo fue por parte del enemigo, la Wehrmacht del Tercer Reich. La blitzkrieg que habían elaborado los teóricos militares alemanes desarrollando las ideas de Liddell Hart les permitió alcanzar la victoria en la invasión de Polonia en septiembre de 1939 o en la invasión de Francia en 1940, al igual que fue brillantemente aplicada por el Afrika Korps de Erwin Rommel en los comienzos de la Campaña en África del Norte. Sin embargo, no resultó decisiva durante la Operación Barbarroja, la invasión de la Unión Soviética en 1941, aunque sí logró poner casi al límite al Ejército Rojo.
No obstante, en septiembre de 2006 se hizo público, tras la publicación de documentos secretos del MI5, el servicio de contraespionaje militar británico, que B. H. Liddell Hart había elaborado un opúsculo Some Reflections on the Problems of Invading the Continent que circuló reservadamente por algunos medios políticos y militares británicos, en el que Liddell Hart era crítico con diversos aspectos de la planificación del Día-D, el desembarco Aliado en Normandía, en la Europa ocupada por los alemanes, para lo cual revelaba algunos detalles que era necesario mantener en secreto y que conocía por razón de su cargo.
Ante estos hechos, y habida cuenta de la acreditada germanofilia de Liddell Hart, Winston Churchill ordenó que se le interviniese su teléfono y su correspondencia y que quedase sujeto a vigilancia por parte de los servicios secretos británicos, presumiblemente ante la posibilidad de que estuviese en contacto con el Abwehr, el servicio de espionaje y contraespionaje militar alemán o, al menos, que los comentarios de Liddell Hart llegasen a oídos del enemigo. También solicitó que fuese arrestado, aunque no se llegó a dichos extremos.

## Obra en la posguerra
Una vez finalizada la guerra en 1945, B. H. Liddell Hart se entregó a una actividad frenética, en busca de entrevistas con los altos mandos militares de la derrotada Alemania, especialmente los que habían servido en el Arma Acorazada, haciendo uso de los carros de combate. Gozaba entre ellos de una buena reputación, ya que los principales jefes militares alemanes, como Erwin Rommel, Heinz Guderian o Erich von Manstein habían hecho amplio uso de sus teorías durante la guerra.
Publicó las notas y comentarios de dichas entrevistas en su obra The Other Side of the Hill, editada para el Reino Unido (en los Estados Unidos se publicó una versión condensada y reducida con el título de German Generals Talk).
Tiempo después Hart pudo convencer a la familia de Erwin Rommel para que le permitiesen el acceso a la documentación privada del mariscal de campo, publicando posteriormente los resultados de su investigación en su obra Rommel Papers, incluyendo los cuadernos privados del mariscal.
Su obra magna, sin embargo, que no sería publicada hasta después de su muerte, fue su monumental Historia militar de la Segunda Guerra Mundial.

## Homenajes
En 1966, B. H. Liddell Hart fue nombrado caballero del Imperio británico por la reina de Inglaterra.
En el famoso relato El jardín de senderos que se bifurcan del escritor argentino Jorge Luis Borges y publicado en 1941, un dato histórico de Liddell Hart consignado en la obra Historia de la Guerra Europea es el generador de la trama argumental.

## Obra
B.H. Liddell Hart es un prolífico autor, con una enormidad de obra publicada. Una selección parcial de su obra es:
- Scipio Africanus: Greater Than Napoleon (W Blackwood and Sons, London, 1926; Biblio and Tannen, New York, 1976)
- Great Captains Unveiled (W. Blackwood and Sons, London, 1927; Greenhill, London, 1989)
- Reputations 10 Years After (Little, Brown, Boston, 1928)
- The decisive wars of history (1929) (es la primera parte de su obra: Strategy: the indirect approach)
- The Real War (1914-1918) (1930), later republished as A History of the World War (1914-1918).
- Foch Man of Orleans en dos volúmenes (1931), Penguin Books, Harmondsworth, England.
- Sherman: Soldier, Realist, American (Dodd, Mead and Co, New York, 1929; Frederick A. Praeger, New York, 1960)
- The Ghost of Napoleon (Yale University, New Haven, 1934)
- The Defence of Britain (Faber and Faber, London, 1939; Greenwood, Westport, 1980)
- The strategy of indirect approach (1941, reimpreso en 1942 con el título: The way to win wars)
- The way to win wars (1942)
- Strategy: the indirect approach, segunda edición revisada
- Strategy: the indirect approach, tercera edición, revisada y ampliada. Londres: Faber and Faber, reimpresión: Dehradun, India: Natraj Publishers, 2003
- The Tanks - A History of the Royal Tank Regiment and its Predecessors: Volumes I and II (Praeger, New York, 1959)
- The Memoirs of Captain Liddell Hart: Volumes I and II (Cassell, London, 1965)
- Why don't we learn from history? (Hawthorn Books, New York, 1971)
- History of the Second World War (Putnum, New York, 1971)
- "Foreword", en Samuel B. Griffith: Sun Tzu: the Art of War (Oxford University Press, London, 1963)